# David Klímek
David Klímek (* 11. září 1992 ve Vsetíně) je český lední hokejista.

## Kariéra
V roce 2007 hrál jako juniorský hráč ve Vsetínské hokejové, Ve 2008 hrál za Valašský hokejový klub. V roce 2011 se stal hráčem extraligového klubu HC Vítkovice Steel, za který odehrál pouze tři zápasy v juniorské kategorii a vrátil se do Valašského hokejového klubu, kde ovládl juniorské statistiky.
V sezóně 2013/14 hrál ve Fort Saskatchewan v posádce Fort Saskatchewan Chiefs, klubu kanadské ligy Chinook Hockey League v Albertě. V lednu 2014 byl poslán na farmářský tým Devon Barons, hrající NCHL (North Central Hockey League). Zde David Klímek vyhrál s týmem ligu a po té postoupili do Kanadského národního finále, kde obsadili druhé místo. David Klímek byl zvolen nováčkem sezóny, nejproduktivnějším hráčem Play Off a nejmladší vítěz této ceny v historii soutěže.
V létě roku 2014 obdržel pozvánku na kemp Edmonton Oilers (NHL). Po skončení kempu byl David Klímek poslán do Oklahoma Barons (AHL), kde nastali zdravotní komplikace a nucená pauza. David nestihl start sezóny a byl poslán do Tulsa Oilers (ECHL).
V zimě 2014/15 byl hráčem klubu HK 36 Skalica, který patří do slovenské extraligy ledního hokeje. Tým upadl do finančních problémů a klub se měsíc před skončením sezóny dohodl na ukončení spolupráce a zaplacení závazků vůči němu. Po této sezóně se David upsal více mistrovi z Francie. Kde odcestoval po individuální letní přípravě v Česku.
Do roku 2016 byl na základě smlouvy s klubem Dauphins d'Épinal, který patří do Ligue Magnus – nejvyšší profesionální ligy ledního hokeje ve Francii. David se ovšem rozhodl v roce v roce 2015 ukončit profesionální kariéru z osobních důvodů a začal se naplno věnovat práci a podnikání.